# サッカー西インド諸島代表
サッカー西インド諸島代表 (サッカーにしインドしょとうだいひょう、West Indies National Football Team) は、西インド諸島のサッカー選抜チームである。FIFA、CONCACAF、CFUに加盟しておらず、FIFAワールドカップやCONCACAFゴールドカップへの出場はできない。

## 概要
2014年のVIVAワールドカップに間に合わせるため、トリニダード・トバゴにて2013年に結成された。同年にNF-Boardへ暫定会員として加盟したが、準備期間が短かったため、2014年のVIVAワールドカップへの参加はできなかった。
チーム名は「西インド諸島」 (The West Indies) となっているが、西インド諸島出身でその国のナショナルチーム（例：トリニダード・トバゴ代表）に漏れた選手が、国際大会での経験を積むためにサッカー西インド諸島代表に選抜されているケースも多い。クリケット西インド諸島代表と同様、一般的にカリブ海全域の諸島を指す地理上の「西インド諸島」とは異なる概念である。世界中から選抜されているが、地元のトリニダード・トバゴの選手が多い。
2015年1月26日、西インド諸島サッカー協会はWIFA パイレーツ (WIFA Pirates) という名の選抜チームを結成し、トリニダード・トバゴサッカー協会から結成されたペトロトリン・スポーツクラブ (Petrotrin Sports Club) という名の選抜チームと対戦した。この試合ではチェ・エドワーズ (Che Edwards) がハットトリックを達成し、5-4で初陣を飾った。

## 代表選手
2015年1月20日現在。
注：選手の国籍表記はFIFAの定めた代表資格ルールに基づく。
| No. | Pos. |                | 選手名                               |
| --- | ---- | -------------- | ------------------------------------ |
|     | GK   | スコットランド | ジェームス・ベアード                 |
|     | GK   | キューバ       | ホセ・マニュエル・ミランダ・ボウディ |
|     | GK   | フランス       | ポール・ネフタリー・デシムス         |
|     | DF   | イングランド   | ジェレル・イフィル                   |
|     | DF   | イングランド   | カーキー・トーマス                   |
|     | DF   | コロンビア     | ミルトン・コレア                     |
|     | DF   | イングランド   | ケオン・リチャードソン               |
|     | DF   | カナダ         | クリント・クラウチ                   |

| No. | Pos. |                      | 選手名                                 |
| --- | ---- | -------------------- | -------------------------------------- |
|     | MF   | コロンビア           | フリオ・フェルナンデス・デ・ラ・ロアス |
|     | MF   | スウェーデン         | ジョナサン・グランヌム                 |
|     | MF   | イングランド         | ジャミー・バーンウェル-エディンボロ    |
|     | FW   | ベリーズ             | コルビル・リチャーズ                   |
|     | FW   | トリニダード・トバゴ | ケストン・ラファエル                   |
|     | FW   | スウェーデン         | ジェイド・グランヌム                   |
|     | FW   | モントセラト         | ジェイリー・アレン・ホジソン           |
|     | FW   | イングランド         | クレイグ・マシューズ                   |

## 歴代監督
- ジェームス・ベアード  (James Baird)  2013-　(選手兼任監督)